# Екл (син на Антифат)
Екл или Оикъл (на старогръцки: Οἰκλῆς, Oikles) в гръцката митология е цар на Аргос от династията на Меламподите през 13 век пр.н.е.
Той е син на Антифат и Зевксипа, дъщеря на Хипокоон. Той е племенник на гадателя Мелампод и брат на Амфалк. Според Павзаний Екл (или Оикъл) е син на Мантий и брат на Антифат, а според Омир той е негов племенник.
След смъртта на баща му Антифат, Екл се възкачва на трона на Аргос. Той се жени за Хипермнестра, дъщеря на Тестий и Евритемида.
С нея той има синовете Амфиарай, Ендей, и дъщерите Ифианеира и Полибея.
Той придружава Херакъл, когото той тръгва против троянския цар Лаомедонт. Той пазел корабите. Лаомедон напада Оикъл и го убива и унищожава корабите на гърците. Според други източници Оикъл оживява и се преселва след войната в Аркадия. Аполодор пише, че Алкмеон при бягството му от ериниите престоява известно време при него в Аркадия, където Павзаний видял неговия гроб.
Софокъл пише трагедията Oikles.